# Бійма Іван Спиридонович
Іван Спиридонович Бійма (12 серпня 1912 в селі Коржі Баришівського району Київської області — помер 20 травня 1992 в Києві) — полковник Радянської Армії, учасник радянсько-фінської й німецько-радянської війн, Герой Радянського Союзу (1945). Батько кінорежисера Олега Бійми.

## Життєпис
Іван Бійма народився 12 серпня 1912 року в селі Коржі (нині — Баришівський район Київської області України). У 1927 році він закінчив сім класів школи, потім закінчив технікум гірничої промисловості у Києві та два курси Київського індустріального інституту, працював на торф'яних розробках.

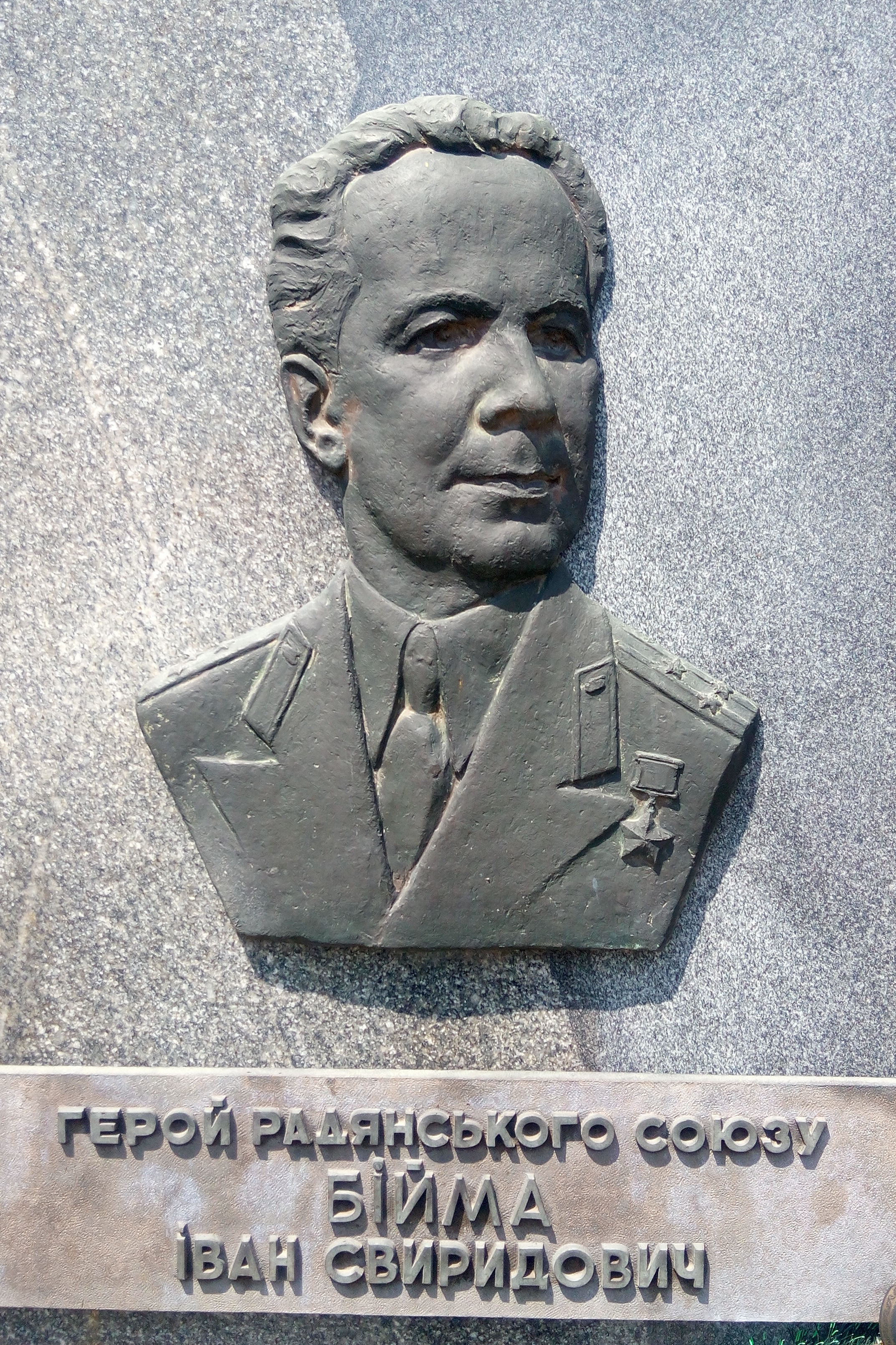
Барельєф Івану Біймі на Алеї Героїв у Баришівці

У 1934—1936 роках проходив службу в Робітничо-селянської Червоної Армії. У 1938 році був вдруге призваний, в 1939 році закінчив Саратовське бронетанкове училище, у тому ж році вступив у ВКП (б). Брав участь у радянсько-фінській війні. З червня 1941 року на фронтах Великої Вітчизняної війни. Брав участь у боях на Ленінградському і 1-му Білоруському фронтах, неодноразово був поранений в боях. До початку Берлінської операції гвардії майор Іван Бійма командував батальйоном 66-ї гвардійської танкової бригади 12-го гвардійського танкового корпусу 2-ї гвардійської танкової армії 1-го Білоруського фронту. 20 квітня 1945 Бійма отримав наказ привести батальйон в бойову готовність до ведення наступу на Берлін. Використавши вдалий момент, Бійма направив свій підрозділ в тил німецької колоні і розгромив її. 21 квітня 1945, відбивши кілька контратак, танкісти приступили до обстрілу Берліна. Захопивши плацдарм на південному березі річки Шпрее, танкісти просувалися до центру міста, беручи участь в запеклих вуличних боях, забезпечуючи блокування будівель. Танк Бійми був підбитий фаустпатроном, поранення отримали механік-водій, командир гармати і радист. Бійма і заряджаючий зуміли погасити вогонь в танку і вивести його в безпечне місце. Незважаючи на отримане поранення, Бійма перейшов на інший танк і продовжив керівництво діями батальйону. Батальйон прорвався до Бранденбурзьких воріт й рейхстагу, відкривши вогонь по останньому з гармат і кулеметів. Всього ж в ході Берлінської операції батальйон під командуванням Бійми знищив 9 танків, 11 БТР, 27 знарядь, 7 складів. Батальйон захопив 173 автомашини, 5 гармат, 8 складів, 5 ешелонів, 152 солдата і офіцера.
Після закінчення війни Бійма продовжив службу в Радянській Армії. У 1946 році він закінчив академічні курси удосконалення офіцерського складу при Військовій академії бронетанкових і механізованих військ, в 1955 році — центральні бронетанкові курси удосконалення офіцерського складу. У 1959 році в званні полковника був звільнений у запас. Проживав і працював у Києві, помер 20 травня 1992 року, похований на київському Лісовому кладовищі.

## Нагороди
Указом Президії Верховної Ради СРСР від 31 травня 1945 року за «мужність і героїзм, проявлені в боях за Берлін» гвардії майор Іван Бійма був удостоєний високого звання Героя Радянського Союзу з врученням ордена Леніна і медалі «Золота Зірка» за номером 7379. Був також нагороджений двома орденами Червоного Прапора, орденом Суворова 3-го ступеня, орденом Вітчизняної війни 1-го ступеня, орденом Червоної Зірки, а також низкою медалей.